# 励志书院
励志书院（Lizhi College）是西安交通大学的八个本科书院中唯一一个国防生书院，成立于2008年9月。
励志书院现有电信、电气、机械、能动、航天、外语等12个学院22个专业和第四军医大学学博军的共约500名本科生。书院位于西安交大兴庆校区东区东亭遗迹北侧。

## 文化
作为西安交通大学唯一一个国防生书院，励志书院建立了独特的带有军事特色的书院文化，根据培养优秀的国防后备军官的标准和要求，实行准军事化管理模式，建立了“纪律严明、张弛有度、团结协作、生动活泼”的书院氛围，倾力将学生培养成为“忠诚于党、热爱人民、报效国家、献身使命、崇尚荣誉”和“志向高远、意志坚定、博学睿智、体魄强健”的创新型国防人才。

### 使命
|  | 致力于培养志向高远、意志坚定、博学睿智、体魄强健的创新型国防人才。 |

### 院训
励志书院的院训是：
|  | 励精明志。 |

院训寓意书院学子应当磨砺意志，励勉精神，彰明高远志向，有为于世，忠信报国。

## 现状
励志书院包括以下学院和学校的国防生：
- 电气工程学院
- 电子与信息工程学院
- 航天航空学院
- 机械工程学院
- 理学院
- 能源与动力工程学院
- 软件学院
- 医学院
- 第四军医大学学博军

### 教导人员
励志书院院长为原总装备部副部长、中国人民解放军李元正中将。
书院现有专职教师6人，学业导师8人、通识教育导师5人、体育指导教师2人，与高年级学生组成的朋辈辅导员以及总装驻校选培办、第四军医大学学员队队长等一起构成职责明确、分工负责、团结协作的专兼职全员育人队伍。

### 社团[3]
- 书院学生会
- 生活委员会
- 承志社
- 军乐团
- 铁骑骑行队
- 体育俱乐部（球类、定向越野、健身健美）

### 硬件设施
励志书院位于兴庆校区东区东-6楼，宿舍楼有阅览室、信息室、健身房、会议室、谈心室、自习室、荣誉室、学生活动室、洗衣房等公共服务设施。

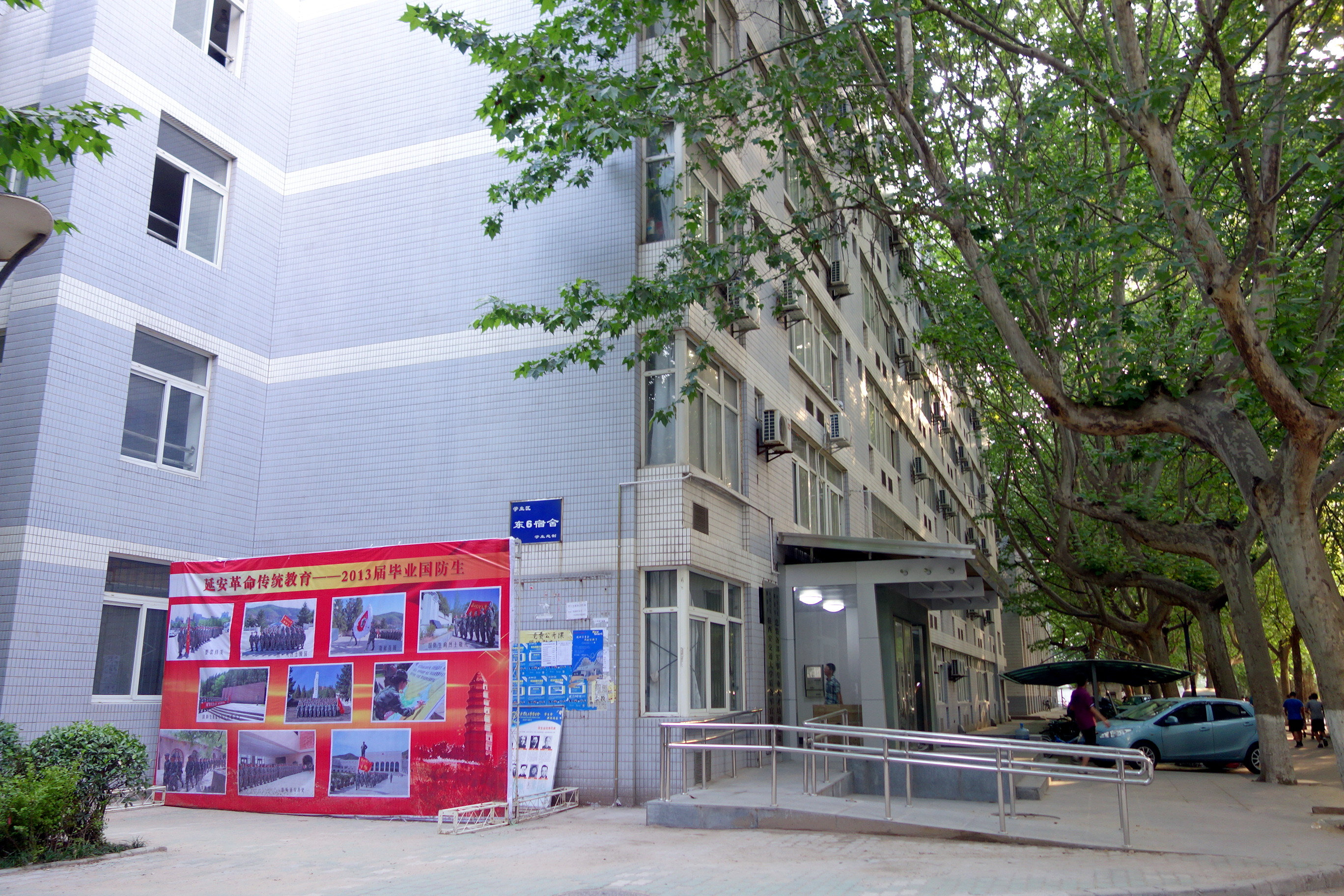
勵志書院的「東 6」宿舍樓

## 外部連結
1. 1 2  励志书院 的存檔，存档日期2013-03-21.，西安交通大学。
2. 1 2 3 4 5  书院简介 （页面存档备份，存于），励志书院。
3. ↑  学生社团 的存檔，存档日期2012-12-25.，励志书院。

- 西安交通大学 （页面存档备份，存于）
- 励志书院 （页面存档备份，存于）
- 本科书院|励志书院

34°14′40″N 108°59′10″E / 34.244353°N 108.98601°E